# 情感的迷惘
《情感的迷惘》（德語：Verwirrung der Gefühle）是奥地利专家斯蒂芬·茨威格的一部中篇小说，发表于1927年。它讲述了一个学生与教授的友谊的故事， 最初 与茨威格另外两篇中篇小说《一个女人生命中的二十四小时》和《心的厄运》（Untergang eines Herzens）一起编成《冲突：三个故事》（Conflicts: Three Tales）一书发表。它被列入世界報20世紀百大書籍。

## 情节
叙述者罗兰，多年后成为一名英国教授。当年，他是一个穷学生，陶醉在柏林街头。他的父亲把他送到德国上大学，但他依舊沉湎女色。直到後來，他到了德國中部小省城的大學。而在那裡，他遇見了一位因戲劇而滿懷熱忱的教授，就此改變了他的人生。然而，這位教授的性格是那麼古怪不定，時而激情奔放，時而孤僻冷淡。漸漸地，羅蘭的心緒就這樣被教授擾動得時上時下，渴望探究他心中潛藏的那股祕而未宣的情感，而教授的妻子似乎也對這一切有所隱瞞，閉口不提夫妻之間的事。
在一次教授的不告而別中，主角的情緒澈底潰堤，他放縱自己，想藉此羞辱自己景仰的教授。後來一時情迷，與教授的妻子發生關係。教授回來後，他不敢坦承自己對教授妻子做的事，準備離開此地，教授於是請他最後一次到他家吃飯。
吃完飯後，兩人在房內談話，終於揭開教授多年的秘密。原來他是同性戀，但迫於時代壓抑他不得坦承自己的性向。直到他遇見妻子，妻子有一身男性化的身材和陽光的氣質，這讓他找到回歸「正常」的可能。然而兩人結婚後，他發現自己還是無法不遵從自己的天生性向，便與妻子的感情產生裂痕，兩人漸漸沒有情感上的互動，只是表面維持婚姻關係，以保護自己。那天夜晚是他和教授最後一次見面，從此再也沒有教授的消息。